# Prychia pallidula
Prychia pallidula là một loài nhện trong họ Sparassidae.
Loài này thuộc chi Prychia. Prychia pallidula được Embrik Strand miêu tả năm 1911.